# マジカル・パンチライン
マジカル・パンチライン（MAGiCAL PUNCHLiNE、略称：マジパン、MPL）は、日本の女性アイドルグループ。ボックスコーポレーション所属。

## 概要

### 結成までの経緯
女性アイドルグループ・アイドリング!!!に所属していた佐藤麗奈が、2015年10月末で同グループの活動終了が決定（※アイドリング!!! (アイドルグループ)を参照）した事を受け、「10代のうちは、まだアイドルがやりたい」と所属事務所に継続の意欲を示し、新グループ設立のプロジェクトが発足した。ボックスコーポレーション内でオーディションが実施され、最終審査や人選会議には佐藤本人も加わった。有力候補が沢山いたため7人グループにしようという案もあったが、最終的に審査員全員の意見が合致した4人が選出され、佐藤をリーダーとする5人組グループとして結成された。
グループ名の「マジカル（Magical）」は"魔法のような"、「パンチライン（Punchline）」は英語で"ジョークのオチ"またはヒップホップ用語で"印象的な部分や決め台詞"という意味であり、それらを合わせた『MAGiCAL PUNCHLiNE（魔法の決め台詞）』という造語。略して『マジパン』だと公表している。
ポニーキャニオン時代はプロデューサーとして、公式に発表されている人物はいなかったが、コンセプトはリーダーである佐藤の意見が大きく反映されており、メンバーの1人である沖口優奈は、佐藤について「半分以上プロデューサー」と評していた。一方で、実務上では、ポニーキャニオンの島村譲がA&Rとしてプロデューサー的な役割を担っていた。ちなみに、デビューミニアルバム『MAGiCAL PUNCHLiNE』のリード曲「Magiかよ!? BiliBili☆パンチライン」には、歌詞の中にメンバー5人と共に「シマムラ」の名が出てくる。
なお、ドリーミュージック移籍後の第一弾シングル「Melty Kiss」には同社執行役員の氏田卓史がプロデューサーとしてクレジットされている。

#### コンセプト
コンセプトは「ガールズ・ファンタジー」。架空の世界にある魔法学校「タイガー・ゲート」（ポニーキャニオンの本社があった「虎ノ門」を英語に直訳したもので、「マジック☆ガール」（1stシングル「パレードは続く」c/w）の歌詞にもこの件が登場する。ちなみに、現所属レーベルのドリーミュージックも虎ノ門に本社を構える一方、ポニーキャニオンは虎ノ門から六本木に本社を移転している）の生徒という設定で、佐藤が大ファンである『ハリー・ポッター』シリーズや『ドラゴンクエスト』シリーズ等のロールプレイングゲームのファンタジー世界と、古今東西の神話や伝説などを併せ持った世界観が特徴の、ポップでガーリーな魔法使い見習い5人のガールズ・ファンタジーグループ。
コンセプト・ストーリーの制作は、主にライトノベル作家・八田モンキー が、アートデザインは、『ファイナルファンタジー』シリーズ 『キングダム ハーツ』シリーズ 『グランブルーファンタジー』などのイラストを手掛けたアートディレクター・YUU菊池(岩佐有祐) がそれぞれ担当した。
衣装は、3作目までは佐藤のデザインによるもの。お披露目から使用していた最初の衣装は、魔法使いの黒い法衣は敬遠しつつカラフルな女の子をイメージし、自身がレギュラーモデルを務めている『LARME』を参考にガーリーなスタイルを取り入れた。
メンバーカラーは、佐藤がアイドリング!!!時代の紫色を引き継ぎ、他の面々は好みの色をもとにメンバー間の相談を経て決定した。衣装によってはパステルカラーで、公式とは異なる色合いになっている場合もある（浅野がピンク、沖口が水色等）。

### 第1章（発足から設立者 佐藤麗奈の卒業まで）
佐藤がアイドリング!!!を卒業した翌日の2015年11月1日、新グループ結成が発表され、同時にポニーキャニオン内に特設サイト が開設された。2016年に入って同サイトでメンバーおよびグループ名が順次発表され、2月19日に全メンバーが出揃った（公式にはこの日を結成日としている）。3月26日にはポニーキャニオン本社でファンへのお披露目となるデビュープレイベントを開催。
2016年7月20日、ミニアルバム『MAGiCAL PUNCHLiNE』でメジャーデビュー。夏の3大アイドルフェス（アイドル横丁夏まつり!!、TOKYO IDOL FESTIVAL、＠JAM EXPO）すべてに出演し、8月よりラジオ日本でのラジオ番組「マジカル・パンチラインのマジラジ」が開始 するなど順調なスタートを切った。
2017年1月よりレギュラーテレビ番組「マジカル・パンチラインのマジカルテレビ」（Kawaiian TV）が開始するとともに、AKIBAカルチャーズ劇場で3か月間（計6回）定期公演を行うが、2月より佐藤が体調不良で約1か月休養。3月19日の定期公演最終日で復帰するまで4人での活動となった。
7月には初のシングル「パレードは続く」をリリースするとともに新宿ReNYで初ワンマンライブを開催。同年12月には人工知能(AI)を活用した2ndシングル「DEUS EX MACHINA」をリリースするとともにTSUTAYA O-WESTで2ndワンマンライブを開催。
2018年3月16日に佐藤の卒業を発表、4月6日に新宿ReNYで行われた3rdワンマンライブで卒業した。

### 第2章（新体制移行とレーベル移籍）
2018年4月22日から始まる「東京アイドル劇場アドバンス」（TOKYO FM HALL）での3か月連続定期公演で4人による新体制がスタート。自己紹介でのキャッチフレーズが魔法要素のないものに改められた。5月21日の公演では沖口が新リーダーに就任、他のメンバーも担当が決められた。
しかし、ポニーキャニオンとの契約がデビュー2周年の前日となる7月19日に終了、所属レーベルなしの状態となる。ただし、この時点では契約終了については公表されず、浅野杏奈が7月18日のLINE BLOG でポニーキャニオンに対して謝意を示すにとどまっている。しかし、沖口が@JAM EXPO 2018のオフィシャルナビゲーターを務める期間限定ユニット「MEY」のメンバーとなった こともあり、3年連続となる3大アイドルフェス出演を果たす。
新体制スタートからおよそ半年を経た9月、担当マネージャーに呼び出され、メンバーは解散を覚悟していたが、マネージャーからは「今年いっぱいで解散…はしません」とドッキリのような形でグループ存続を伝えられ、さらに新所属レーベルが決まり、同時に2019年2月のシングルリリース、およびワンマンライブ開催が決定したことも伝えられた。
10月20日、AKIBAカルチャーズ劇場で行われた単独ライブで、11月から3か月連続で同会場で定期公演が行われ、毎回新曲が1曲ずつ発表されること、新グッズを発売することを発表。新グッズはロゴが一新、「I」が小文字→大文字に変更、Tシャツには「MPL」（「MAGICAL PUNCHLINE」の頭文字）の略称を使用している。11月18日の定期公演終了後、新レーベルがドリーミュージックであることを公表。
2019年2月20日、ドリーミュージック移籍第一弾シングル「Melty Kiss」をリリース。

### 第3章（吉澤・吉田加入から浅野・清水・小山の卒業）
2019年2月24日、duo MUSIC EXCHANGEで新体制初のワンマンライブを開催、アンコールではサプライズで新メンバー2名を発表、6人体制となる。6人体制でのシングルを6月にリリース、7月には大阪と東京でワンマンライブを開催することも併せて発表された。公式にはこの日より第3章をスタート。
2020年2月、初のフルアルバム「MAGiCAL SUPERMARKET」をリリース。
同11月3日の新宿ReNY公演をもって、浅野杏奈、小山リーナ、清水ひまわりが卒業。オリジナルはリーダー沖口優奈のみとなり、新メンバー加入まで3人体制で対応。

### 第4章（沖口優奈プロデュース）
結成5周年の2月、新メンバー3名が正式加入。リーダー沖口のプロデューサー兼任を発表。新体制での新たなコンセプトは「世界中の毎日をキラキラハッピーにする！！」。

## 略歴
2015年
11月1日、佐藤麗奈の新グループとして発表され、同時にポニーキャニオン内にカウントダウンの特設ページ開設。
12月25日、カウントダウン特設ページにて衣装発表。
2016年
1月8日、2人目のメンバーとして小山リーナを発表。
1月22日、3人目のメンバー・浅野杏奈が発表されるとともに、グループ名が「マジカル･パンチライン」に決定。
2月5日、4人目のメンバー清水ひまわり発表。
2月19日、最後の5人目のメンバーとして沖口優奈を発表、『ぽにきゃん!アイドル倶楽部』にレギュラー出演が決まる。
2月22日、アイドル番組『ぽにきゃん!アイドル倶楽部』に出演。この番組が全メンバー揃っての初お披露目の場となる。その後、雑誌の取材を受け始めるなど、実質的な活動を開始。
3月26日、ポニーキャニオン1Fイベントスペースにてデビュープレイベントを開催。
5月5日・9日、『ミュージックパーク 2016』『IDOL CONTENT EXPO』など、アイドルイベントに初出演
5月12日、LINE公式アカウント・公式サイト・公式LINEブログ・公式チャンネルを開設。
5月13日、緊急生配信番組にて、7月20日発売の1stミニアルバムでメジャーデビューを発表。
5月28日、渋谷マルイでの1stミニアルバムリリースイベントで、初のパフォーマンスを披露。
5月29日、アイドルイベント『ミュージックパーク×TOKYO IDOL PROJECT in SENDAI』に出演。
6月4日、マジカル・パンチラインの活動への参加で経験値が貯まるポイントサイト『マジカルクエスト』がオープン。
6月19日、音楽雑誌『MARQUEE』と、ソーシャルTV局『2.5D』のコラボプログラム「MARQing」に出演。
6月20日、公式サイトにて、1stミニアルバム『MAGiCAL PUNCHLiNE』の新ビジュアルを公開。
6月29日、1stミニアルバム・リード曲「Magiかよ!?BiliBili☆パンチライン」がフジテレビの音楽番組、『魁! ミュージック』の7月度エンディング曲に決定。
7月15日、デビューミニアルバム「MAGiCAL PUNCHLiNE」がiTunesとApple Musicで全世界同時先行配信開始。
7月19日 - 7月25日、ローソンの店内放送「CSほっとステーション」にて、「Magiかよ!? BiliBili☆パンチライン」がオンエア。
8月 - 9月、ラジカントロプスNEXT『マジカル・パンチラインのマジラジ』（ラジオ日本）のパーソナリティを務める。
8月18日、女性ファッションブランド「Miauler Mew」とのコラボTシャツ発売決定。
9月12日 - 、BSフジ『beポンキッキーズ』にて、三宅裕司作詞による全国の子供達への応援歌「平成こども讃歌」を披露。
10月-、ラジカントロプスNEXTで放送されていた『マジカル・パンチラインのマジラジ』がマジパン初の冠番組としてスタート。
10月29日、12月21日に2ndミニアルバム「MAGiCAL MYSTERY TOUR」のリリースを発表。
2017年
1月15日よりマジパン初の単独定期公演「マジパン定期公演〜MAGiLIVE in アキヴァルハラ〜」を開催。
1月19日 - KawaiianTV『マジカル・パンチラインのマジカルテレビ』 にレギュラー出演。
6月15日、定期公演の追加公演にて、1stシングル『パレードは続く』発売と1stワンマンライブ開催を発表。
7月15日、1stワンマンライブ「World's End Wonderland: Episode I」を新宿ReNYにて開催。チケット・ソールドアウト。
8月3日、沖口がサキドルエースSURVIVAL SEASON7にエントリーし、週刊ヤングジャンプで表紙、並びに水着グラビアを掲載。
8月9日、1stシングル「パレードは続く」リリース。
8月29日、YouTubeにマジカル・パンチラインのチャンネルMAGiPUN officialを開設し公開した。
12月9日、2ndワンマンライブ「DANCE DANCE ROMANCE PART1」を開催。また、2018年1月19日までの期間限定で、オリジナルアパレルライン「Magipun」を立ち上げる。
12月20日、2ndシングル「DEUS EX MACHINA」をリリース。
2018年
3月30日、同月末での『マジカルクエスト』サイトでのポイント付与の終了、および7月末でのサイト閉鎖を発表。
4月8日、3rdワンマンライブ「“DANCE DANCE ROMANCE: PART II”」を新宿ReNYにて開催。このライブをもって佐藤が卒業。
4月22日、TOKYO FM HALLで行われる「東京アイドル劇場アドバンス」で6月まで3か月連続定期公演を行う。
5月21日、新体制発表。沖口が新リーダーに就任。浅野がボーカルリーダー、小山がダンスリーダー、清水がクリエイティブリーダー担当となる。
7月19日、ポニーキャニオンとの契約が終了。
10月20日、この日行われた『マジカル・パンチライン単独ライブ in AKIBAカルチャーズ劇場』で、11月より同会場で3か月連続で定期公演を行うこと、定期公演で新曲を披露すること、新グッズを発売することを発表。
11月18日、2019年2月20日にドリーミュージックより移籍第一弾シングルをリリースすることを発表。
2019年
2月20日、ドリーミュージック移籍第一弾シングル「Melty Kiss」をリリース。
2月24日、ワンマンライブ「3rd Anniversary One Man Live〜新しい靴で、大好きなキミのもとへ〜」をduo MISIC EXCHANGEで開催。アンコールで新メンバー・吉澤悠華と吉田優良里の加入を発表。
3月23日、フリーライブ「マジカル・パンチライン大感謝祭〜ともだち1000人出来るかな？無銭ライブ〜」をよみうりランド日テレらんらんホールで開催。
6月19日、６人体制初となるドリーミュージック移籍第二弾シングル「今日がまだ蒼くても」をリリース。
7月6日、大阪での初のワンマンライブとなる「MAGiCAL PUNCHLiNE LIVE SUMMER 2019〜Magi☆Magi☆Rendezvous〜」を大阪・梅田Zeelaで開催。チケットはSOLD OUT。
7月14日、東京公演、「MAGiCAL PUNCHLiNE LIVE SUMMER 2019〜Magi☆Magi☆Rendezvous〜」をSHIBUYA STREAM Hallで行う。前売りでチケットはSOLD OUT。
7月16日、オフィシャルファンクラブサイト“マジファンクラブ”が開設。
8月15日、「週刊SPA！」でマジカル・パンチラインの月1連載ページが決定。
10月1日、初の名古屋でのワンマンライブとなる10月13日・14日・20日東名阪ハロウィンツアー「Trick or Treat！The Spooky Magi-Pumpkins Tour 2019」の開催が決定。
10月9日、ドリーミュージック移籍第三弾シングル「もう一度」をリリース。
11月23日、初のファンクラブイベント「BBQ Party」をよみうりランドで開催。
2020年
2月19日、初のフルアルバムとなる「MAGiCAL SUPERMARKET」をリリース。
9月5日、リモートワンマンライブ「MAGiCALPUNCHLiNE 4th Anniversary ONLINE Live Express 〜MAGiCALSUPERMARKET〜」を開催。同年11月3日をもって、浅野杏奈・清水ひまわり・小山リーナが卒業することを発表。清水は進学のため芸能界も引退する。
11月3日 「MAGiCAL PUNCHLiNE Live Express〜LA/ST DANCE〜」を新宿ReNYで開催。このライブをもって、浅野杏奈・清水ひまわり・小山リーナが卒業した。
11月4日 マジカル・パンチライン新メンバーオーディションの開催を発表。
2021年
1月21日、オーディションの結果、新メンバーとして益田珠希、山本花奈、宇佐美空来の3名の加入予定が発表された。
2月23日、「マジパン結成5周年記念&新メンバーお披露目イベント～THe Start～」をAKIBAカルチャーズ劇場で開催。新体制での活動がスタート。
3月16日、吉田優良里が体調不良のため芸能活動を当面の間休止することを公式サイトで発表。
5月2日、新体制初となるライブ「マジカル・パンチライン LiVE PARK 2021ここから始まる私たちの物語〜キラハピ〜」をYOKOHAMA Bay Hallで開催。
9月30日、吉田優良里がメンバー卒業を発表。
2022年
1月26日、デジタルシングル「ShinyShoes」をリリース。
2月23日、6周年記念ライブ「LiVE PARK2022 6th Anniversary Live～キラハピ☆THE WORLD〜」を新宿Renyにて開催。また同日に2ndアルバム「キラハピ☆THE WORLD」をリリース。
3月27日、ファンクラブイベント「マジファンミーティング〜春のマジパン祭り！〜」をグレースバリ横浜関内店にて開催。
4月30日から「ONE TIME」にて4ヶ月連続の定期公演を開催。
2023年
2月18日、グループ結成7周年のワンマンライブを新宿ReNYにて開催。7年間の活動でリリースしてきた楽曲全43曲を披露するとともに、2024年にグループ史上最大規模のライブをZepp Shinjuku TOKYOで行うことを発表。また4月からはAKIBA カルチャーズ劇場での定期公演を開催することを発表した。
2024年
1月29日から2月2日までの5日間、1日1人ずつXにて新衣装＆カラー変更を発表。2月24日の8周年ワンマンライブから沖口が紫、宇佐美が緑、山本が赤、益田が黄色、吉澤が水色を担当。
2月24日、8周年記念ライブ「LiVE PARK 2024 8th Anniversary LiVE〜HAPPY DREAM〜」をZepp Shinjukuにて開催。1部にはOGメンバーである浅野、小山、清水、吉田が出演し、現メンバーと共に歌唱を披露。2部のトークイベントには佐藤が出演、OGが勢揃いしたイベントとなった。
6月19日、3rdアルバム「MAGiCAL BOX」をリリース。
8月18日、ZOZOマリンスタジアムで開催のSUMMER SONIC 2024 TOKYOに出演。（Sanukku Stage）
12月7日、シンガポールのマリーナ・ベイ・サンズで開催のSingapore Comic Con2024に出演。
2025年
2月22日、7都市で開催された9周年ツアーファイナルの東京公演を渋谷GRITにて開催。10周年に向け「魔法」をコンセプトに原点回帰して活動を行うと発表。また、デビュー曲を手がけたTom-H＠ck氏制作の新曲リリース、2026年春に10周年記念ライブを開催することを発表した。
6月10日、沖口が疲労骨折の診断を受けて約1ヶ月休養することを発表。。
7月2日、デジタルシングル「SUMMER MAGiC」をリリース。
7月5日、「超NATSUZOME 2025」にて沖口復帰。
7月6日、吉澤の生誕祭にて2026年4月16日に10周年記念ライブ「Shining The Magic」をKanadevia Hall（旧 TOKYO DOME CITY HALL）で開催することを発表。

## メンバー

### 現メンバー
| カラー | メンバー名      | メンバー名                | 生年月日              | 出身地   | 血液型 | 身長  | 愛称     | 守護獣 | ファン名称   | 備考 |
| ------ | --------------- | ------------------------- | --------------------- | -------- | ------ | ----- | -------- | ------ | ------------ | --- |
| 紫     | Yuna （ユーナ） | 沖口 優奈 おきぐち ゆうな | 1998年2月10日（27歳） | 大阪府   | A型    | 162cm | おっきー | パンダ | 社員         | 結成当時からいる唯一のメンバー 2代目リーダー（2018年5月 - ） 2代目プロデューサー（2021年2月 - ） 以前の担当カラーは 青→ 白 |
| 水色   | Haruka          | 吉澤 悠華 よしざわ はるか | 2003年7月8日（22歳）  | 東京都   | A型    | 160cm | はるるん |        | はるかえる党 | 2019年2月24日加入 以前の担当カラーは 水色→ ピンク                                                                          |
| 黄     | Tamaki          | 益田 珠希 ますだ たまき   | 2004年1月30日（21歳） | 新潟県   | A型    | 166cm | たまき   |        | たまヒカリ   | 2021年1月21日加入 以前の担当カラーは 赤                                                                                    |
| 赤     | Hana            | 山本 花奈 やまもと はな   | 2006年1月22日（19歳） | 神奈川県 | O型    | 169cm | はーちん |        | はなくらぶ   | 2021年1月21日加入 元ハコイリ♡ムスメ 以前の担当カラーは 緑                                                                  |
| 緑     | Sora            | 宇佐美 空来 うさみ そら   | 2007年12月8日（17歳） | 神奈川県 | A型    | 170cm | そらっち |        | うさ民       | 2021年1月21日加入 以前の担当カラーは 青                                                                                    |

### 元メンバー
| カラー | メンバー名            | メンバー名                    | 生年月日               | 出身地   | 血液型 | 身長  | 愛称       | 守護獣   | ファン名称 | 備考                                                            |
| ------ | --------------------- | ----------------------------- | ---------------------- | -------- | ------ | ----- | ---------- | -------- | ---------- | --------------------------------------------------------------- |
| 紫     | Rena (レナ)           | 佐藤 麗奈 さとう れな         | 1998年11月9日（26歳）  | 埼玉県   | O型    | 161cm | さとれな   | ウサギ   | れな住     | 元アイドリング!!! 初代リーダー兼プロデューサー 2018年4月8日卒業 |
| 緑     | Lina （リーナ）       | 小山 リーナ こやま リーナ     | 2003年3月4日（22歳）   | 神奈川県 | O型    | 164cm | こや       | ペンギン | ラブリーナ | 元ダンスリーダー 2020年11月卒業                                 |
| 赤     | Anna （アンナ）       | 浅野 杏奈 あさの あんな       | 2000年12月25日（24歳） | 東京都   | B型    | 160cm | あんちゃん | コウモリ | AntS       | 元ボーカルリーダー 2020年11月卒業                               |
| 黄     | Himawari （ヒマワリ） | 清水 ひまわり しみず ひまわり | 2002年11月11日（22歳） | 神奈川県 | O型    | 170cm | ひま       | ネコ     | ヒマ人     | 元クリエイティブリーダー 2020年11月卒業                         |
| 黄     | Yurari                | 吉田 優良里 よしだ ゆらり     | 2005年7月12日（20歳）  | 埼玉県   |        | 160cm | ゆらり     |          | ゆらりすと | 以前の担当カラーは オレンジ 2021年9月30日卒業                   |

## 作品

### アルバム
| #  | タイトル            | 発売日        | 品番         | 販売形態   | 備考         | 最高位 |
| -- | ------------------- | ------------- | ------------ | ---------- | ------------ | ------ |
| 01 | MAGiCAL SUPERMARKET | 2020年2月19日 | MUCD-8140/41 | CD+Blu-ray | 初回限定生産 | 8位    |
| 01 | MAGiCAL SUPERMARKET | 2020年2月19日 | MUCD-1446    | CD         | 通常盤       | 8位    |
| 2  | キラハピ☆THE WORLD  | 2022年2月23日 | MUCD-8162/3  | CD+Blu-ray | 初回限定盤   | 26位   |
| 2  | キラハピ☆THE WORLD  | 2022年2月23日 | MUCD-1479    | CD         | 通常盤       | 26位   |
| 3  | MAGiCAL BOX         | 2024年6月19日 | MUCD-1524    | CD         |              | 6位    |

### ミニアルバム
『けいおん!』などのアニメ作品も手掛けるソングライター・Tom-H@ckがプロデュース。
| #  | タイトル             | 発売日         | 品番       | 販売形態                 | 備考                             | 最高位 |
| -- | -------------------- | -------------- | ---------- | ------------------------ | -------------------------------- | ------ |
| 01 | MAGiCAL PUNCHLiNE    | 2016年07月20日 | PCCA-04398 | ベガ盤 CD+DVD            | 初回限定生産                     | 014位  |
| 01 | MAGiCAL PUNCHLiNE    | 2016年07月20日 | PCCA-04399 | アルタイル盤 CD          | 通常版                           | 014位  |
| 01 | MAGiCAL PUNCHLiNE    | 2016年07月20日 | SCCA-00043 | デネブ盤 CD+グッズ       | マジパンSHOPでの予約限定発売終了 | 014位  |
| 02 | MAGiCAL MYSTERY TOUR | 2016年12月21日 | PCCA-04465 | シリウス盤 CD+DVD        | 初回限定生産                     | 028位  |
| 02 | MAGiCAL MYSTERY TOUR | 2016年12月21日 | PCCA-04466 | プロキオン盤 CD          | 通常版                           | 028位  |
| 02 | MAGiCAL MYSTERY TOUR | 2016年12月21日 | SCCA-00045 | ベテルギウス盤 CD+グッズ | マジパンSHOPにて予約限定発売     | 028位  |

### シングル
| #  | タイトル           | 発売日         | 品番         | 販売形態                 | 備考                     | 最高位 |
| -- | ------------------ | -------------- | ------------ | ------------------------ | ------------------------ | ------ |
| 1  | パレードは続く     | 2017年08月09日 | PCCA-04532   | サンライズ盤 CD+ハコスコ | ハコスコ付き完全限定生産 | 14位   |
| 1  | パレードは続く     | 2017年08月09日 | PCCA-04533   | サンセット盤 CD+DVD      | 初回限定生産             | 14位   |
| 1  | パレードは続く     | 2017年08月09日 | PCCA-04534   | サンシャイン盤 CD        |                          | 14位   |
| 1  | パレードは続く     | 2017年08月09日 | SCCA-00050   | ムーンライト盤 CD+グッズ | マジパンSHOP予約限定     | 14位   |
| 2  | DEUS EX MACHINA    | 2017年12月20日 | PCCA-04607   | CD+DVD                   | 初回限定盤               | 10位   |
| 2  | DEUS EX MACHINA    | 2017年12月20日 | PCCA-04608   | CD                       | 通常盤                   | 10位   |
| 3  | Melty Kiss         | 2019年2月20日  | MUCD-9129/30 | CD+DVD                   | 初回限定盤A              | 16位   |
| 3  | Melty Kiss         | 2019年2月20日  | MUCD-9131/2  | CD+DVD                   | 初回限定盤B              | 16位   |
| 3  | Melty Kiss         | 2019年2月20日  | MUCD-5351    | CD                       | 通常盤                   | 16位   |
| 4  | 今日がまだ蒼くても | 2019年6月19日  | MUCD-9133    | CD+DVD                   | 初回限定盤               | 11位   |
| 4  | 今日がまだ蒼くても | 2019年6月19日  | MUCD-5354    | CD                       | 通常盤                   | 11位   |
| 5  | もう一度           | 2019年10月9日  | MUCD-5360    | CD                       | 通常盤A                  | 7位    |
| 5  | もう一度           | 2019年10月9日  | MUCD-5361    | CD                       | 通常盤B                  | 7位    |
| 5  | もう一度           | 2019年10月9日  | MUCD-5362    | CD                       | 通常盤C                  | 7位    |
| 6  | キラハピ           | 2021年5月26日  |              | デジタル配信             |                          |        |
| 7  | 渚のサーフライダー | 2021年8月18日  |              | デジタル配信             |                          |        |
| 8  | カルミア           | 2021年11月10日 |              | デジタル配信             |                          |        |
| 9  | Shiny Shoes        | 2022年1月26日  |              | デジタル配信             |                          |        |
| 10 | キラッとサマラブ   | 2022年8月17日  |              | デジタル配信             |                          |        |
| 11 | めろめろーりんぐ   | 2023年8月30日  |              | デジタル配信             |                          |        |
| 12 | SUMMER MAGiC       | 2025年7月2日   |              | デジタル配信             |                          |        |

## タイアップ
| 楽曲                            | タイアップ | 収録作品                 |
| ------------------------------- | --- | ------------------------ |
| Magiかよ!?BiliBili☆パンチライン | フジテレビ系『魁! ミュージック』2016年7月度エンディングテーマ | 『MAGiCAL PUNCHLiNE』    |
| マジカル・ジャーニー・ツアー    | 読売テレビ（日本テレビ系）『ダウンタウンDX』2017年1月 - 2月度エンディングテーマ | 『MAGiCAL MYSTERY TOUR』 |
| パレードは続く                  | 読売テレビ『ワケあり!レッドゾーン』2017年8月 - 9月度エンディングテーマ 千葉テレビ『真夜中ゲームアイドル部』2018年1月 - 2月度エンディングテーマ                                                                             | 「パレードは続く」       |
| 私が私を燃やす理由              | 千葉テレビ『真夜中ゲームアイドル部』2018年1月 - 2月度オープニングテーマ テレビ埼玉『いろはに千鳥』2018年1月度エンディングテーマ サンテレビ『アキナ・和牛･アインシュタインのバツウケテイナー』2018年1月度エンディングテーマ | 「DEUS EX MACHINA」      |
| キラッとサマラブ                | サンテレビ『さや香・ラニーノーズ・ネイビーズアフロのバツウケテイナーR』2022年10月度エンディングテーマ | 「MAGiCAL BOX」          |
| マジカル・トキメキハイビーム    | カンテレ『火曜は全力!華大さんと千鳥くん』2024年7月～9月度エンディングテーマ BSよしもと『発信LIVE!ジモトノチカラ』7月度エンディングテーマ                                                                                   | 「MAGiCAL BOX」          |
| SUMMER MAGiC                    | カンテレ『千原ジュニアの座王』2025年8月度エンディングテーマ |                          |

## 出演

### テレビ番組
- beポンキッキーズ（2016年9月12日 - 2017年3月31日、BSフジ）
- 『マジカル・パンチラインのマジカルテレビ』 （2017年1月19日 - 2019年11月21日 KawaiianTV） - 隔週木曜日21:00〜23:00
- 芸能人が本気で考えた!ドッキリGP（2018年11月17日、2019年6月1日、フジテレビ）

### ネット番組
- ぽにきゃん!アイドル倶楽部（2016年2月22日 - 2017年12月11日、ニコニコ生放送）[注 6]
- MAGiPUN official（2017年8月29日 - YouTube） - マジカル・パンチラインチャンネル

### ラジオ
- マジカル・パンチラインのマジラジ（2016年8月 - 、ラジオ日本）

## ライブ・イベント

### 単独ライブ・イベント
| 公演日   | 公演名 | 会場                                                   | 備考                 |
| -------- | --- | ------------------------------------------------------ | -------------------- |
| 01月15日 | 【ONE TIME】マジカル・パンチライン公演                                                                                         | YMCA スペースYホール                                   |                      |
| 01月22日 | 益田珠希＆山本花奈生誕祭〜よろっと18歳 ☺白米ガールたまきだよ！全員集合!! ＆ 時代を超えて届け！世界のヤマモトスマイルパワー！〜 | 渋谷 STUDIO Freedom                                    |                      |
| 02月11日 | 沖口優奈 24歳バースデーライブ「アイドル原点回帰！」                                                                            | 渋谷 STUDIO Freedom                                    |                      |
| 02月23日 | LiVE PARK2022 6th Anniversary Live〜キラハピ☆THE WORLD〜                                                                       | SHINJUKU ReNY                                          |                      |
| 03月27日 | マジファンミーティング〜春のマジパン祭り！〜                                                                                   | グレースバリ横浜関内店                                 |                      |
| 04月30日 | 【ONE TIME】4ヶ月連続定期公演 第一弾                                                                                           | YMCA スペースYホール                                   | 吉澤考案セトリ       |
| 05月14日 | 【ONE TIME】4ヶ月連続定期公演 第二弾                                                                                           | YMCA スペースYホール                                   | 益田考案セトリ       |
| 06月04日 | 【ONE TIME】4ヶ月連続定期公演 第三弾                                                                                           | YMCA スペースYホール                                   | 山本考案セトリ       |
| 07月02日 | 吉澤悠華 Last teen ♡ 生誕祭 〜ﾊﾙｶ様19歳のお誕生日編〜                                                                          | 新宿ジールシアター                                     |                      |
| 07月03日 | 【ONE TIME】4ヶ月連続定期公演 第四弾                                                                                           | YMCA スペースYホール                                   | 宇佐美考案セトリ     |
| 07月23日 | マジパンなりの納涼祭！〜浴衣で屋形(船)2022 夏〜                                                                                | 新木場・江戸前汽船                                     | FC限定               |
| 07月24日 | マジパンなりの納涼祭！〜浴衣で屋形(船)2022 夏〜                                                                                | 新木場・江戸前汽船                                     | FC限定               |
| 09月24日 | マジカル・パンチライン LiVE PARK 2022 Halloween Tour「BOO!」仙台公演                                                           | 仙台darwin                                             | 沖口は体調不良で欠席 |
| 10月01日 | マジカル・パンチライン LiVE PARK 2022 Halloween Tour「BOO!」大阪公演                                                           | OSAKA MUSE                                             |                      |
| 10月10日 | マジカル・パンチライン LiVE PARK 2022 Halloween Tour「BOO!」札幌公演                                                           | BESSIE HALL                                            |                      |
| 10月22日 | マジカル・パンチライン LiVE PARK 2022 Halloween Tour「BOO!」福岡公演                                                           | Live house & Club PEACE                                |                      |
| 10月29日 | マジカル・パンチライン LiVE PARK 2022 Halloween Tour「BOO!」東京公演                                                           | 新宿ReNY                                               |                      |
| 12月18日 | マジパン クリスマスライブ〜明日も明後日もメリークリスマス!〜& 宇佐美空来生誕祭〜ナンテコッタ15歳!乳⻭全部抜けたよ!〜           | 渋谷 STUDIO Freedom                                    |                      |
| 12月25日 | マジパンなりのクリスマス～メリクリ&良いお年をSP～                                                                              | MAGNET by SHIBUYA109屋上イベントスペース『MAG’s PARK』 |                      |

| 公演日   | 公演名 | 会場                                                                | 備考                                     |
| -------- | --- | ------------------------------------------------------------------- | ---------------------------------------- |
| 01月22日 | 益田珠希・山本花奈合同生誕祭 〜ラストティーンエイジャー益田と世界のヤマモト！花奈のセブンティーン☆〜                          | 渋谷 STUDIO Freedom                                                 |                                          |
| 01月28日 | ミニライブ＆特典会 | タワーレコード錦糸町パルコ店                                        |                                          |
| 02月11日 | 沖口優奈生誕祭「沖口優奈バースデーライブ〜にこにこ25さい(* ‘ᵕ’ )〜」                                                          | 渋谷 STUDIO Freedom                                                 |                                          |
| 02月18日 | LiVE PARK 2023 7th Anniversary All Songs Show 〜7転び→8起き☆〜                                                                | SHINJUKU ReNY                                                       | 全曲披露                                 |
| 02月19日 | グループ結成7周年記念日特典会 「ありがとう7周年！これからもよろしくね♡の会」                                                  | HMVエソラ池袋                                                       |                                          |
| 03月18日 | SEGAプリクラBepiu.（ベピウ）撮影会                                                                                            | タワーレコード錦糸町パルコ店前 タイトーステーションプリクラコーナー | 吉澤がモデルを務めるプリクラ機での撮影会 |
| 03月19日 | ミニライブ＆特典会 | カメイドクロック カメクロステージ                                   |                                          |
| 04月08日 | マジパン定期公演〜Zepp Shinjukuへ向かって〜vol.1                                                                              | AKIBAカルチャーズ劇場                                               |                                          |
| 05月05日 | ミニライブ＆特典会 | タワーレコード錦糸町パルコ店                                        |                                          |
| 05月13日 | マジパン定期公演〜Zepp Shinjukuへ向かって〜vol.2                                                                              | AKIBAカルチャーズ劇場                                               |                                          |
| 05月14日 | ミニライブ＆特典会 | MAGNET by SHIBUYA109屋上イベントスペース『MAG’s PARK』              |                                          |
| 05月21日 | ミニライブ＆特典会 | カメイドクロック カメクロステージ                                   |                                          |
| 06月04日 | ミニライブ＆特典会 | ららぽーと新三郷 1F スカイガーデンステージ                          |                                          |
| 06月10日 | マジパン定期公演〜Zepp Shinjukuへ向かって〜vol.3                                                                              | AKIBAカルチャーズ劇場                                               |                                          |
| 06月11日 | ミニライブ＆特典会 | タワーレコード錦糸町パルコ店                                        |                                          |
| 06月17日 | めんそ～れ 沖縄！ マジパンと初夏の思い出つくっちゃお!!                                                                        | 沖縄市内                                                            | ライブ打ち上げ                           |
| 06月18日 | めんそ～れ 沖縄！ マジパンと初夏の思い出つくっちゃお!!                                                                        | 沖縄市内                                                            | バスツアー                               |
| 06月24日 | ミニライブ＆特典会 | タワーレコード八王子店 ケイハチ王子の部屋                           |                                          |
| 07月02日 | 吉澤悠華生誕祭〜20th birtHdaY Party♡〜                                                                                        | 渋谷 STUDIO Freedom                                                 |                                          |
| 07月15日 | マジパン定期公演～Zepp Shinjukuへ向かって～vol.4                                                                              | AKIBAカルチャーズ劇場                                               | アップアップガールズ(2)との2マン         |
| 07月22日 | マジパンなりの納涼祭！〜浴衣で屋形(船) 2023〜                                                                                 | 新木場・江戸前汽船                                                  | FCイベント                               |
| 07月23日 | プリンセス特典会 | マリーグラン赤坂 シーブルー                                         |                                          |
| 07月23日 | 特別企画『新生罰ゲームクイーンは誰だ？！ガチンコマジバトル！』                                                                | マリーグラン赤坂 シーブルー                                         | MC：平成ノブシコブシ 徳井健太            |
| 07月29日 | ミニライブ＆特典会 | エンタバアキバ イベントスペース                                     |                                          |
| 08月19日 | マジパン定期公演～Zepp Shinjukuへ向かって～vol.5                                                                              | AKIBAカルチャーズ劇場                                               | Chu-Zとの2マン                           |
| 08月20日 | 夏祭り縁日特典会 | マリーグラン赤坂 シーブルー                                         |                                          |
| 08月20日 | 特別企画『新生罰ゲームクイーンは誰だ？！ガチンコマジバトル！ ＃2』                                                            | マリーグラン赤坂 シーブルー                                         | MC：平成ノブシコブシ 徳井健太            |
| 09月16日 | マジパン定期公演～Zepp Shinjukuへ向かって～vol.6                                                                              | AKIBAカルチャーズ劇場                                               | Gran☆Cielとの2マン                       |
| 09月18日 | ミニライブ＆特典会 | MAGNET by SHIBUYA109屋上イベントスペース『MAG’s PARK』              |                                          |
| 10月07日 | ヴィランズ特典会 | マリーグラン赤坂 シーブルー                                         |                                          |
| 10月07日 | 特別企画『新生罰ゲームクイーンは誰だ？！ガチンコマジバトル！FINAL』                                                           | マリーグラン赤坂 シーブルー                                         | MC：平成ノブシコブシ 徳井健太            |
| 10月08日 | ミニライブ＆特典会 | MAGNET by SHIBUYA109屋上イベントスペース『MAG’s PARK』              |                                          |
| 10月14日 | LiVE PARK2023 東名阪ツアー「マジカル・ハロウィン・パーティ」                                                                  | ESAKA MUSE                                                          |                                          |
| 10月15日 | LiVE PARK2023 東名阪ツアー「マジカル・ハロウィン・パーティ」                                                                  | RAD HALL                                                            |                                          |
| 10月29日 | LiVE PARK2023 東名阪ツアー「マジカル・ハロウィン・パーティ」                                                                  | 代官山UNIT                                                          |                                          |
| 11月12日 | ミニライブ＆特典会 | タワーレコード錦糸町パルコ店                                        |                                          |
| 11月18日 | ミニライブ＆特典会 | MAGNET by SHIBUYA109屋上イベントスペース『MAG’s PARK』              |                                          |
| 12月02日 | ミニライブ＆特典会 | ステラタウン大宮                                                    |                                          |
| 12月09日 | 宇佐美空来生誕祭 ナンテコッタ16歳！今日はいっぱい甘やかされたい♡ ＆ マジパンクリスマスライブ〜君もあなたにもMerry Christmas〜 | 渋谷 STUDIO Freedom                                                 |                                          |
| 12月10日 | ミニライブ＆特典会 | テラスモール松戸 2Fこもれびステージ                                 |                                          |
| 12月21日 | ミニライブ＆特典会 | HMV＆BOOKS SHIBUYA 6F イベントスペース                              |                                          |
| 12月23日 | ミニライブ＆特典会 | ららぽーと湘南平塚 1F「空の広場」                                   |                                          |
| 12月24日 | ミニライブ＆特典会 | MAGNET by SHIBUYA109屋上イベントスペース『MAG’s PARK』              |                                          |

| 公演日    | 公演名 | 会場                                                   | 備考                             |
| --------- | --- | ------------------------------------------------------ | -------------------------------- |
| 01月04日  | ミニライブ＆特典会 | カメイドクロック                                       |                                  |
| 01月05日  | ミニライブ＆特典会 | タワーレコード錦糸町パルコ店                           |                                  |
| 01月06日  | ミニライブ＆特典会 | エンタバアキバ                                         |                                  |
| 01月16日  | 『BUBKA』コラボイベント | 高田馬場BSホール                                       |                                  |
| 01月20日  | ミニライブ＆特典会 | 汐留シオサイト地下歩道イベント会場                     |                                  |
| 01月27日  | 祝！はるまきハタチ～マジパンなりの成人式～ | 三渓園 鶴翔閣                                          | 撮影会＆特典会 吉澤＆益田は振袖  |
| 01月28日  | 益田珠希・山本花奈合同生誕祭 〜大人の仲間入り❕たまちゃんハタチの生誕祭❕＆山本花奈18歳、あぁもう大人になってしまうよぉ(-｡- ;〜                                        | 原宿RUIDO                                              |                                  |
| 02月24日  | LiVE PARK 2024 8th Anniversary LiVE〜HAPPY DREAM〜 | Zepp Shinjuku                                          | 8周年記念ライブ                  |
| 03月03日  | ミニライブ＆特典会 | MAGNET by SHIBUYA109屋上イベントスペース『MAG’s PARK』 | 1部は女性限定                    |
| 03月10日  | 沖口優奈生誕祭〜お待たせしました！おきぐちゆうな26歳でございます！〜                                                                                                   | 渋谷 STUDIO Freedom                                    |                                  |
| 03月20日  | 君だけ☆パンチライン | 新宿ヘッドパワー                                       | クラウドファンディング購入者限定 |
| 03月22日  | 君だけ☆パンチライン | 新宿ヘッドパワー                                       | クラウドファンディング購入者限定 |
| 03月24日  | 祝！たまはな卒業～マジパンなりの謝恩会～ | マリーグラン赤坂 シーブルー                            |                                  |
| 03月31日  | 君だけ☆パンチライン | 新宿ヘッドパワー                                       | クラウドファンディング購入者限定 |
| 04月06日  | 3rdアルバム「MAGiCAL BOX」リリースイベント | ステラタウン大宮                                       |                                  |
| 04月14日  | 3rdアルバム「MAGiCAL BOX」リリースイベント | タワーレコード新宿店                                   |                                  |
| 04月20日  | 3rdアルバム「MAGiCAL BOX」リリースイベント | タワーレコード津田沼店                                 |                                  |
| 04月29日  | 3rdアルバム「MAGiCAL BOX」リリースイベント | ららぽーと立川立飛                                     |                                  |
| 04月30日  | 3rdアルバム「MAGiCAL BOX」リリースイベント | イオンモール北戸田                                     |                                  |
| 05月04日  | 3rdアルバム「MAGiCAL BOX」リリースイベント | Space emo 池袋                                         |                                  |
| 05月05日  | 3rdアルバム「MAGiCAL BOX」リリースイベント マジパンなりの端午の節句スペシャル                                                                                          | エンタバアキバ                                         |                                  |
| 05月06日  | 3rdアルバム「MAGiCAL BOX」リリースイベント | MAGNET by SHIBUYA109屋上イベントスペース『MAG’s PARK』 |                                  |
| 05月11日  | 3rdアルバム「MAGiCAL BOX」リリースイベント | ヨドバシカメラ マルチメディア梅田                      |                                  |
| 05月12日  | 3rdアルバム「MAGiCAL BOX」リリースイベント | 河原町OPA                                              |                                  |
| 05月18日  | 3rdアルバム「MAGiCAL BOX」リリースイベント | マルイメン新宿                                         |                                  |
| 05月19日  | 3rdアルバム「MAGiCAL BOX」リリースイベント | タワーレコード錦糸町パルコ店                           |                                  |
| 05月25日  | 3rdアルバム「MAGiCAL BOX」リリースイベント | ミュージックプラザインドウ                             |                                  |
| 05月25日  | 3rdアルバム「MAGiCAL BOX」リリースイベント | キャナルシティ                                         |                                  |
| 06月01日  | 3rdアルバム「MAGiCAL BOX」リリースイベント | 近鉄パッセ屋上                                         |                                  |
| 06月02日  | 3rdアルバム「MAGiCAL BOX」リリースイベント | カラフルタウン岐阜                                     |                                  |
| 06月08日  | 3rdアルバム「MAGiCAL BOX」リリースイベント | ららぽーとTOKYO BAY かいだん広場                       |                                  |
| 06月09日  | 3rdアルバム「MAGiCAL BOX」リリースイベント | ダイバーシティ東京プラザ2Fフェスティバル広場           |                                  |
| 06月15日  | 3rdアルバム「MAGiCAL BOX」リリースイベント | 万代シテイパーク                                       |                                  |
| 06月19日  | 3rdアルバム「MAGiCAL BOX」リリースイベント | タワーレコード錦糸町パルコ店                           |                                  |
| 06月20日  | 3rdアルバム「MAGiCAL BOX」リリースイベント | タワーレコード池袋店                                   |                                  |
| 06月21日  | 3rdアルバム「MAGiCAL BOX」リリースイベント | タワーレコード川崎店                                   |                                  |
| 06月22日  | 3rdアルバム「MAGiCAL BOX」リリースイベント | ヴィレッジヴァンガード渋谷本店                         |                                  |
| 06月23日  | 3rdアルバム「MAGiCAL BOX」リリースイベント | エンタバアキバ                                         |                                  |
| 07月07日  | 吉澤悠華生誕祭「Harurun Party ★ 2024」 | 渋谷 STUDIO Freedom                                    |                                  |
| 07月15日  | マジパンなりの納涼祭！〜浴衣で屋形(船) 2024〜 | 新木場・江戸前汽船                                     | FCイベント                       |
| 07月21日  | 定期公演「For You♡〜全力疾走45分ライブ〜」 | 内幸町ホール                                           |                                  |
| 08月24日  | ミニライブ＆特典会 | ステラタウン大宮 1Fメローペ広場                        |                                  |
| 09月08日  | ミニライブ＆特典会 | アリオ亀有 屋外イベント広場                            |                                  |
| 08月31日  | 定期公演「For You♡〜マジファン ザ・ベスト10〜」 | 内幸町ホール                                           |                                  |
| 09月21日  | ミニライブ＆特典会 | アリオ川口 1Fセンターコート                            |                                  |
| 010月06日 | 定期公演「For You♡〜推しは…何色？！メンカラトレードライブ〜」 | 内幸町ホール                                           |                                  |
| 010月20日 | ミニライブ＆特典会 | マークイズ静岡 柚木口イベントスペース                  |                                  |
| 010月26日 | マジカル・パンチライン LiVE PARK2024 Halloween party「Witch girl？」                                                                                                   | 赤羽ReNY                                               |                                  |
| 011月10日 | ミニライブ＆特典会 | あまがさきキューズモール 2F Q’s park                   |                                  |
| 011月16日 | ミニライブ＆特典会 | ニッケコルトンプラザ 1Fタワーコート                    |                                  |
| 011月30日 | マジカル・パンチライン＆あっとせぶんてぃーん合同イベント | ららぽーと新三郷 1F スカイガーデン                     |                                  |
| 012月14日 | 宇佐美空来生誕祭＆クリスマス・ライブ「宇佐美空来生誕祭 ナンテコッタ17歳！ようこそ！SEVENTEEN SOLAND ＆ マジパンクリスマスライブ～君もあなたにもMerry Christmas 24’～」 | ダ渋谷 STUDIO Freedom                                  |                                  |
| 012月15日 | ミニライブ＆特典会 | ダイナシティウエスト 1Fキャニオンステージ              |                                  |
| 012月21日 | マジカル・パンチライン＆あっとせぶんてぃーん合同イベント | アリオ橋本 屋外イベント広場                            |                                  |
| 012月28日 | マジカル・パンチライン2024年ラストイベント〜HAPPY year enDREAM〜 | タワーレコード錦糸町パルコ店                           |                                  |

| 公演日   | 公演名 | 会場                                         | 備考                   |
| -------- | --- | -------------------------------------------- | ---------------------- |
| 01月04日 | ミニライブ＆特典会 | タワーレコード川崎                           |                        |
| 01月11日 | シンガポール遠征報告会～ただいまーライオン！！～                                                                                                  | 新星堂モザイクモール港北店「STYLE'S STUDIO」 |                        |
| 01月25日 | 益田珠希＆山本花奈 合同生誕祭ライブ「益田珠希・山本花奈合同生誕祭 〜みんなは何歳？たまきは21歳！& 山本花奈19歳、今日だけ青春させてほしいﾏﾓ!!!〜」 | 西川口Hearts                                 |                        |
| 01月26日 | 9周年ツアー「マジカル・パンチライン LiVE PARK 2025 9th Anniversary Tour〜ありったけのサンキュ！〜」埼玉公演                                       | 西川口Hearts                                 |                        |
| 02月01日 | 9周年ツアー「マジカル・パンチライン LiVE PARK 2025 9th Anniversary Tour〜ありったけのサンキュ！〜」新潟公演                                       | 新潟GOLDEN PIGS RED STAGE                    |                        |
| 02月02日 | 新潟のたまちゃんと行くのんびりバスツアーwith愉快な仲間たち                                                                                        | 新潟                                         | FC限定                 |
| 02月08日 | 9周年ツアー「マジカル・パンチライン LiVE PARK 2025 9th Anniversary Tour〜ありったけのサンキュ！〜」大阪公演                                       | アメリカ村BEYOND                             |                        |
| 02月09日 | 9周年ツアー「マジカル・パンチライン LiVE PARK 2025 9th Anniversary Tour〜ありったけのサンキュ！〜」愛知公演                                       | ell.SIZE                                     |                        |
| 02月11日 | 9周年ツアー「マジカル・パンチライン LiVE PARK 2025 9th Anniversary Tour〜ありったけのサンキュ！〜」宮城公演                                       | MACANA                                       |                        |
| 02月15日 | マジパン福岡オフ会〜福岡満喫して英気を養うばい〜                                                                                                  | 福岡                                         | FC限定                 |
| 02月16日 | 9周年ツアー「マジカル・パンチライン LiVE PARK 2025 9th Anniversary Tour〜ありったけのサンキュ！〜」福岡公演                                       | 福岡Pocket                                   |                        |
| 02月22日 | 9周年ツアー「マジカル・パンチライン LiVE PARK 2025 9th Anniversary Tour〜ありったけのサンキュ！〜」東京公演                                       | GRIT                                         |                        |
| 03月16日 | 沖口優奈生誕祭「27歳現役アイドル〜生誕祭やってみた！〜」                                                                                          | 原宿RUIDO                                    |                        |
| 03月20日 | ミニライブ＆特典会 | エンタバアキバ                               |                        |
| 03月22日 | ミニライブ＆特典会 | ららぽーと立川立飛                           |                        |
| 04月27日 | ミニライブ＆特典会 | モリタウン MOVIX前ガーデンステージ           |                        |
| 04月29日 | ミニライブ＆特典会 | タワーレコード川崎                           |                        |
| 05月06日 | 特典会 | ららぽーとTOKYO BAY                          | 雨天でミニライブは中止 |
| 05月31日 | ミニライブ＆特典会 | タワーレコード渋谷                           |                        |
| 06月07日 | ミニライブ＆特典会 | イオンモール木更津                           |                        |
| 06月08日 | ミニライブ＆特典会 | 汐留シオサイト                               |                        |
| 06月15日 | ミニライブ＆特典会 | 吉祥寺パルコ                                 |                        |
| 06月21日 | ミニライブ＆特典会 | コクーンシティ                               |                        |
| 06月29日 | ミニライブ＆特典会 | タワーレコード錦糸町パルコ                   |                        |
| 07月06日 | 吉澤悠華生誕祭〜♡^._.^にゃんにゃんぱーてぃー♡〜                                                                                                   | 渋谷GRIT                                     |                        |
| 07月12日 | ミニライブ＆特典会 | カメイドクロック                             |                        |
| 08月3日  | 夏の3大FC祭り第一弾！ チーム対抗戦！10ストライク！！チャレンジ！！！                                                                              | CuBAR LOUNGE（TOKYO DOME BOWLING CENTER）    | FCイベント             |

### 参加ライブ・イベント
| 公演日   | 公演名                                                                            | 会場                                      | 備考                                             |
| -------- | --------------------------------------------------------------------------------- | ----------------------------------------- | ------------------------------------------------ |
| 01月03日 | NPP2022                                                                           | お台場                                    |                                                  |
| 01月10日 | きゅーアイ的な歌祭りスペシャル~福岡ポケット 3rd anniversary〜                     | 福岡ポケット                              |                                                  |
| 02月19日 | StylishPark                                                                       | なかのZERO 大ホール                       |                                                  |
| 02月20日 | StylishPark                                                                       | なかのZERO 大ホール                       |                                                  |
| 02月26日 | Galpo! Live Show Vol.7                                                            | SEL OCTAGON TOKYO                         | 2部のみ出演                                      |
| 03月06日 | マジカル・パンチライン presentsマジフェス                                         | Veats Shibuya                             | 主催ライブ。他出演者：CROWN POP、C;ON            |
| 04月03日 | MIRAI系アイドルTV主催ライブ #07                                                   | EX THEATER ROPPONGI                       |                                                  |
| 04月25日 | ガルスタ！vol.1                                                                   | 池袋サンシャインシティ 噴水広場           |                                                  |
| 05月01日 | ZAWA Fes.2022 GWSP Day2                                                           | ジャパンパビリオン ホール                 |                                                  |
| 05月03日 | SHIZUOKA MUSIC GENIC 2022                                                         | LIVE ROXY SHIZUOKA                        |                                                  |
| 05月04日 | Beyond the Dimension 2022                                                         | 白金高輪SELENEb2                          |                                                  |
| 05月07日 | miniTIF vol.75                                                                    | 白金高輪SELENEb2                          |                                                  |
| 05月08日 | SUPER MAWA LOOP OSAKA 2022                                                        | ANIMA                                     |                                                  |
| 05月10日 | DIAMOND FES2022 GIRLS EDITION ZERO                                                | KT Zepp Yokohama                          |                                                  |
| 05月15日 | 春フェス『知行合一#2』                                                            | Veats Shibuya                             |                                                  |
| 06月05日 | IDOL CONTENT EXPO @ 新宿BLAZE 早朝からアイドル大集合SP!!!                         | 新宿BLAZE                                 |                                                  |
| 06月12日 | 超女神 BSフジ「彼女が言いたかったのは、たぶん、こんな言葉たち」公開収録コンサート | 渋谷さくらホール                          |                                                  |
| 07月17日 | SPARK 2022 in YAMANAKAKO                                                          | 山中湖交流プラザきらら                    |                                                  |
| 07月18日 | SPARK 2022 in YAMANAKAKO                                                          | 山中湖交流プラザきらら                    |                                                  |
| 07月25日 | ぽぷフェス2022夏                                                                  | 豊洲PIT                                   | 吉澤は欠席                                       |
| 07月30日 | 六本木アイドルフェスティバル2022                                                  | 六本木ヒルズアリーナ                      |                                                  |
| 07月31日 | ガラフェス〜トロピカルリベンジャーズ〜                                            | 上野恩賜公園野外ステージ                  |                                                  |
| 08月06日 | TOKYO IDOL FESTIVAL2022 supported by にしたんクリニック                           | お台場・青海周辺エリア                    |                                                  |
| 08月07日 | TOKYO IDOL FESTIVAL2022 supported by にしたんクリニック                           | お台場・青海周辺エリア                    |                                                  |
| 08月13日 | スパドキフェスティバルVol.59                                                      | 品川グランドホール                        |                                                  |
| 08月13日 | ピクフェス!! Vol.3                                                                | LUMINE 0                                  | PiXMiX主催フェス                                 |
| 08月14日 | #笑祭り〜ぇみちぃスーパーウルトラハイパーフェス〜                                 | 東京キネマ倶楽部                          |                                                  |
| 08月20日 | YUMEFES.10thSP!!                                                                  | 品川ザ・グランドホール                    | 夢みるアドレセンス主催10周年記念対バン           |
| 08月27日 | @JAM EXPO 2022                                                                    | 横浜アリーナ                              |                                                  |
| 08月28日 | @JAM EXPO 2022                                                                    | 横浜アリーナ                              |                                                  |
| 09月10日 | マジカル・パンチライン presentsマジフェス Vol.2                                   | 代官山UNIT                                | 主催ライブ。他出演者：HelloYouth、Peel the Apple |
| 09月11日 | マジカル・パンチライン presentsマジフェス Vol.2                                   | 代官山UNIT                                | 他出演者：Teamくれれっ娘！、Task have Fun        |
| 09月18日 | LIVE SHOW CASE Extra                                                              | 横浜ベイホール                            |                                                  |
| 09月19日 | IDOL SQUARE NEXT                                                                  | 有楽町オルタナティブシアター              |                                                  |
| 11月05日 | トーチュウアイドル祭                                                              | 日テレらんらんホール（よみうりランド内）  |                                                  |
| 11月12日 | テレビ東京 iの流儀 連動公演 StylishPark                                           | 東京グランドホテル 桜の間                 |                                                  |
| 11月19日 | NIIGATA IDOL FESTIVAL                                                             | NIIGATA LOTS                              |                                                  |
| 11月26日 | ラジオ日本「.BPMの月曜からドット話しましょう」公開収録LIVE                        | 新宿ReNY                                  |                                                  |
| 11月27日 | 東京コミコン2022 メインステージ                                                   | 幕張メッセ4〜8ホール                      |                                                  |
| 12月18日 | Galpo! live Show Vol.18                                                           | イケシブ（IKEBE SHIBUYA）イベントスペース | 1周年記念会員限定無料招待LIVE                    |
| 12月24日 | STRATEGY PresentsMerry Merry Idols in 仙台PIT supported by @JAM                   | 仙台PIT                                   |                                                  |

| 公演日   | 公演名 | 会場                                                | 備考                                   |
| -------- | --- | --------------------------------------------------- | -------------------------------------- |
| 01月03日 | NPP2023 | お台場                                              |                                        |
| 01月04日 | ニッポンアイドル境界線 in 大井競馬場2023〜New year premium〜                                                            | 大井競馬場 野外トゥインクルステージ                 |                                        |
| 01月07日 | ニューイヤーだよ！六本木アイドルフェスティバル                                                                          | EXシアター六本木                                    |                                        |
| 01月07日 | アイドルの高み Vol.1 | O-nest                                              |                                        |
| 01月08日 | スパドキフェスティバルVol.73                                                                                            | 横浜ランドマークホール                              |                                        |
| 01月09日 | Stylish Park iの流儀 連動公演                                                                                           | 浅草橋ヒューリックホール                            |                                        |
| 01月14日 | FM FUJI［Radio have Fun］1周年記念公開収録ライブイベント「Radio have Fun live ×live」                                   | なかのZERO小ホール                                  |                                        |
| 01月14日 | GIGA・GIGA SONIC新春スピンオフの巻                                                                                      | 新宿LUMINE 0                                        |                                        |
| 01月21日 | IDOL LIVE JAPANNewYearParty”AMAZING”                                                                                    | 川崎クラブチッタ                                    |                                        |
| 02月05日 | BABYTHE STARS SHINE BRIGHT/ALICE and the PIRATES                                                                        | 渋谷Hikarie                                         | ファッションショー                     |
| 03月11日 | IDORISE!! FESTIVAL 2023                                                                                                 | O-WEST                                              |                                        |
| 03月12日 | IDORISE!! FESTIVAL 2023                                                                                                 | Crest                                               |                                        |
| 03月26日 | lopi lopi x YUMENOHANASHI PREMIUM LIVE 2023～はじまりの時～MXTV YUMENOHANASHIの夢の話 収録イベント                      | 豊洲PIT                                             |                                        |
| 04月02日 | ガラスガール1周年記念 ガラフェス～春のアイドルランチミーティング日和～                                                  | 五反田G6 G7                                         |                                        |
| 04月09日 | ACTION FOR THE FUTURE 〜アイドルの力で地球を救う!〜 2023 SPRING                                                         | SHIBUYA PLEASURE PLEASURE                           | 昼の部に出演                           |
| 04月10日 | 「まじかるすぺっくらいん」〜 MAGICAL SPEC × マジカル・パンチライン2マンライブ 〜                                        | 渋谷 Spotify O-Crest                                |                                        |
| 04月21日 | アイドルアラモードプチVol.42                                                                                            | 白金高輪SELENE b2                                   |                                        |
| 04月22日 | 佐武宇綺のもっと宇宙を綺麗にするラジオから飛び出しましたフェス vol.1                                                    | 渋谷 duo MUSIC EXCHANGE                             |                                        |
| 04月22日 | IDOL CONTENT EXPO ＠ 渋谷ストリームホール 春の大感謝祭LIVE!!!                                                           | 渋谷ストリームホール                                |                                        |
| 04月29日 | アイドルアラモードプチVol.43                                                                                            | 品川 ザ・グランドホール                             |                                        |
| 04月29日 | IDOL Treasure bottle LIVE Vol.46/47 supported byダイキサウンド                                                          | ラフォーレミュージアム原宿                          |                                        |
| 05月03日 | 信野樹奈 全国ツアー2023「Cross The Sea」東京公演＆Tokyo Birthday Live 2023                                              | Spotify O-EAST                                      |                                        |
| 05月04日 | IDOL CONTENT EXPO @ 品川インターシティホール supported byダイキサウンド～見えたぞ幕張⁉過去最大級SP!!!～                 | 品川インターシティホール                            |                                        |
| 05月07日 | 歌舞伎町UP GATE↑↑ | 新宿BLAZE                                           |                                        |
| 05月13日 | マスカレイド・アイドル                                                                                                  | KANDA SQUARE HALL                                   |                                        |
| 05月20日 | アイドルの高みvol.3 | 代官山UNIT                                          |                                        |
| 05月25日 | MARQUEE祭 Vol.131 | Spotify O-WEST                                      |                                        |
| 05月27日 | 手羽先セッションFESTIVAL～Suppoted by アイドルアラモード3                                                               | LivesNAGOYA                                         |                                        |
| 06月11日 | IDOL CONTENT EXPO ＠ イオンモール幕張新都心 supported by ダイキサウンド～ついに帰ってきた！！伝説の幕張大無銭祭！！！～ | イオンモール幕張新都心 グランドモール               |                                        |
| 06月17日 | THIS is OUR HOME in 沖縄                                                                                                | 沖縄Cyber-Box                                       |                                        |
| 06月25日 | アイドルアラモードプチVol.49                                                                                            | 横浜ランドマークホール                              |                                        |
| 07月01日 | PiXMiX FESTIVAL 「ピクフェス!! Vol.4」                                                                                  | SHIBUYA PLEASURE PLEASURE                           |                                        |
| 07月16日 | SPARK2023 in YAMANAKAKO                                                                                                 | 山中湖 交流館きらら                                 |                                        |
| 07月17日 | SPARK2023 in YAMANAKAKO                                                                                                 | 山中湖 交流館きらら                                 |                                        |
| 07月30日 | 六本木アイドルフェスティバル2023                                                                                        | SUMMER STATION LIVEアリーナ（六本木ヒルズアリーナ） |                                        |
| 08月06日 | TOKYO IDOL FESTIVAL 2023年 supported by にしたんクリニック                                                              | お台場・青海周辺エリア                              |                                        |
| 08月15日 | カジフェス2023 | 柏PALOOZA                                           | アップアップガールズ（２）鍛治島彩主催 |
| 08月27日 | @JAM EXPO 2023 supported by UP-T                                                                                        | 横浜アリーナ                                        |                                        |
| 09月02日 | #笑祭り ぇみちぃスーパーウルトラハイパーフェス                                                                          | 東京キネマ倶楽部                                    |                                        |
| 09月02日 | オンコロライブ | 池袋西口公園野外劇場グローバルリングシアター        |                                        |
| 09月03日 | アイドルアラモードプチVol.58                                                                                            | 横浜ランドマークホール                              |                                        |
| 09月10日 | Hey!Mommy! SP定期公演「School of IDOL SEASON3 PART1」                                                                   | SHIBUYA DIVE                                        | 2マン                                  |
| 09月10日 | アイドルアラモードプチVol.59                                                                                            | 渋谷duo                                             |                                        |
| 09月29日 | オシモフェス -vol.01-                                                                                                   | 浅草花劇場                                          |                                        |
| 10月09日 | ササキフェス×ソノウチ                                                                                                   | 1000 CLUB                                           |                                        |
| 10月22日 | 文化放送超A&G+「秋のアイドル祭りスペシャル」                                                                            | 科学技術館B2階サイエンスホール                      |                                        |
| 10月22日 | ネオアキバライブEXPO | 神田明神ホール                                      |                                        |
| 11月03日 | GIRLS LIVE PAVILION -浜祭-秋の大感謝祭 DAY1                                                                             | 文化放送サテライトスタジオ                          |                                        |
| 11月03日 | ＠JAM×アイドル横丁 presents 秋葉原アイドルサーキット vol.3                                                              | 神田明神ホール                                      |                                        |
| 11月04日 | アイドルアラモードプチVol.62                                                                                            | 横浜ランドマークホール                              |                                        |
| 11月07日 | Peel the Apple presents Fruits Showcase Vol.2                                                                           | Spotify O-WEST                                      |                                        |
| 11月19日 | SPA！フェス35 | Spotfy O-nest                                       |                                        |
| 11月22日 | BABY魂 vol.12 | Studio Freedom                                      | BABY-CRAYON〜1361〜主催2マン           |
| 11月25日 | Collaboration Live Blancher vol.2                                                                                       | 新宿DHNoa                                           | きゅ～くるとの2マン                    |
| 11月26日 | ソノウチ-2- | Akiba Stella Cube                                   |                                        |
| 12月16日 | SPECIAL 3MAN LIVE @NAGANO                                                                                               | NAGANO CLUB JUNKBOX                                 |                                        |
| 12月29日 | IDOL Treasure bottle LIVE 年末特大スペシャル in 京王プラザホテル                                                        | 京王プラザホテル 南館5階エミネンスホール            |                                        |

| 公演日    | 公演名                                                                     | 会場                                                      | 備考          |
| --------- | -------------------------------------------------------------------------- | --------------------------------------------------------- | ------------- |
| 01月14日  | なんフェス！Vol.05                                                         | 奈良県 EVANS CASTLE HALL                                  |               |
| 02月09日  | アイドルの高みVol.4                                                        | 渋谷WOMB                                                  |               |
| 03月09日  | PANDAMIC 漆原裕菜生誕祭 ～16歳大好きに包まれたい♡♡～                       | Akiba Stella Cube                                         |               |
| 03月09日  | IDORISE!! FESTIVAL 2024                                                    | duo MUSIC EXCHANGE                                        |               |
| 04月21日  | 「MUSIC BAR MIRAI亭」Presents. MIRAI系アイドルSPライブ 2ndSeason #13       | 横浜みなとみらいブロンテ                                  |               |
| 04月21日  | SHIMOKITAZAWA INSIDE FES                                                   | 横浜みなとみらいブロンテ                                  |               |
| 04月22日  | TOKYO GIRLS GIRLS extra!!                                                  | 渋谷duo MUSIC EXCHANGE                                    |               |
| 04月27日  | IDOL Treasure bottle LIVE Vol.70                                           | BATUR TOKYO                                               |               |
| 04月27日  | マスカレイド・アイドルvol.8                                                | WITH HARAJUKU HALL                                        |               |
| 05月08日  | 『ReNY SUPER LIVE 2024』Presented by SHINJUKU ReNY〜MAY. SPECIAL STAGE〜編 | 新宿ReNY                                                  |               |
| 05月26日  | きゅーアイ的な歌祭りスペシャル                                             | 渋谷GRiT                                                  |               |
| 06月06日  | アイドル道場 vol.19                                                        | 福岡県 graf                                               |               |
| 06月08日  | アイドルスムージー 5th                                                     | Zepp DiverCity                                            |               |
| 06月12日  | TOKYO GIRLS GIRLS circuit!!                                                | 渋谷 duo MUSIC EXCHANGE                                   |               |
| 06月17日  | TOKYO GIRLS GIRLS extra!! “Day1″                                           | 有楽町ヒューリックホール                                  |               |
| 06月25日  | PLUM LIVE #44 -5MAN LIVE-                                                  | 渋谷GRiT                                                  |               |
| 06月30日  | いまフェス Vol.1                                                           | 光が丘IMA                                                 |               |
| 07月13日  | アイドルアラモードプチVol.85                                               | WITH HARAJUKU                                             |               |
| 07月15日  | ACTION FOR THE FUTURE 〜アイドルの力で地球を救う〜 vol.4                   | 新宿ReNY                                                  |               |
| 07月20日  | PANDAMIC presents「パンダらの箱 Vol.21」                                   | 下北沢MOSAiC                                              |               |
| 07月21日  | マスカレイド・アイドル SHIMOKITA day                                       | 下北沢シャングリラ                                        |               |
| 07月26日  | SHINJUKU BLAZE LIVE SERIES アプガ(仮)&にきちゃん主催 ABC IDOL Vol.2        | 新宿BLAZE                                                 |               |
| 07月27日  | 六本木アイドルフェスティバル2024 DAY-1                                     | 六本木ヒルズアリーナ                                      |               |
| 07月28日  | TOKYO GIRLS GIRLS ~ 4th Anniversary day3~                                  | 品川インターシティホール                                  |               |
| 08月08日  | 夏だ！祭りだ！アイドルだ！ 〜Oshikatsu⭐︎Festival〜                         | 西川口Hearts                                              |               |
| 08月10日  | アイドルアラモードプチVol.86                                               | 横浜ランドマークホール                                    |               |
| 08月10日  | IDOL SUMMER JUNGLE                                                         | お台場R地区                                               |               |
| 08月11日  | IDOL SUMMER JUNGLE                                                         | お台場R地区                                               |               |
| 08月13日  | IDOL Treasure bottle LIVE～真夏の幕張アイドルSPLASH祭り～【DAY1】          | イオンモール幕張新都心 グランドモール 1階グランドスクエア |               |
| 08月13日  | アイドルの高み vol.5                                                       | Spotify O-EAST                                            |               |
| 08月17日  | THAI EXPO TOKYO 2024                                                       | 代々木公園イベント広場                                    |               |
| 08月18日  | SUMMER SONIC 2024 TOKYO                                                    | ZOZOマリンスタジアム＆幕張メッセ                          | Sanukku Stage |
| 08月18日  | TOKYO GIRLS GIRLS extra!!                                                  | 時事通信ホール                                            |               |
| 08月22日  | MARQUEE祭 Vol.148                                                          | 渋谷 Spotify O-WEST                                       |               |
| 08月25日  | マスカレイド・アイドルvol.10                                               | 神田スクエアホール                                        |               |
| 08月31日  | JAPAN IDOL SUPER LIVE 2024                                                 | 飛行船シアター                                            |               |
| 09月01日  | MARUORI COLLECTION2024                                                     | EBiS303 イベントホール                                    |               |
| 09月01日  | DMMオンクレフェス 2024～オンラインを飛び越えて夏の課外活動！～             | ベルサール秋葉原                                          |               |
| 09月06日  | GOKIFES2024                                                                | 新宿LOFT                                                  |               |
| 09月07日  | Missa×Meiko produces 『Kawaii Party!』 ♡Missa Birthday Live♡               | GOTANDA G7                                                | 沖口は欠席    |
| 09月11日  | MARQUEE Fes.                                                               | 渋谷 Spotify O-EAST                                       |               |
| 09月18日  | TOKYO GIRLS GIRLS extra!!                                                  | 渋谷ストリームホール                                      |               |
| 09月14日  | ＠JAM EXPO 2024 supported by UP-T                                          | 横浜アリーナ                                              |               |
| 09月15日  | ＠JAM EXPO 2024 supported by UP-T                                          | 横浜アリーナ                                              |               |
| 09月16日  | ＠JAM EXPO 2024 supported by UP-T                                          | 横浜アリーナ                                              |               |
| 09月23日  | ACTION FOR THE FUTURE 〜アイドルの力で地球を救う〜 vol.5                   | 新宿ReNY                                                  |               |
| 09月23日  | 「JAPAN IDOL SUPER LIVE 2024」＠秋の陣編                                   | 飛行船シアター                                            |               |
| 09月28日  | 「JAPAN IDOL SUPER LIVE 2024」＠秋の陣弐編                                 | 飛行船シアター                                            |               |
| 010月10日 | ABC IDOL 〜YOKOHAMA COAST garage+2nd Anniversary〜                         | YOKOHAMA COAST garage+                                    |               |
| 010月12日 | miniTIF vol.100「mini TIF 100回記念SP!! 3DAYS」                            | GARDEN新木場FACTORY                                       |               |
| 010月12日 | ガラフェス                                                                 | GOTANDA G6／G7                                            |               |
| 010月13日 | IDOL CREAM SODA!! Supported ラクガキ企画                                   | なかの ZERO ⼩ホール                                      |               |
| 010月14日 | 九州観光・物産フェア in 代々木「HERO GATE」                                | 代々木公園野外音楽堂                                      |               |
| 010月17日 | MARQUEE祭 Vol.150                                                          | 渋谷 Spotify O-WEST                                       |               |
| 010月19日 | アイドルアラモードVol.21～名古屋出張2DAYS（ほぼ全組2ステージ）SP～         | Lives NAGOYA＆Lives FARM                                  |               |
| 010月22日 | B.B. LIVE MONSTERS supported by Music B.B. Japan                           | shibuya eggman                                            |               |
| 011月03日 | @ JAM×アイドル横丁 presents 秋葉原アイドルサーキット vol.4                 | P.A.R.M.S秋葉原店                                         |               |
| 011月09日 | UtaTen presents SHIGA IDOL COLLECTION 2024                                 | 野洲文化ホール                                            |               |
| 011月17日 | SPA!フェス36×アイドル祭り                                                  | SHIBUYA RING                                              |               |
| 011月23日 | わーすたpresents「にゃんぽこらフェス！」DAY1                               | 品川ステラボール                                          |               |
| 011月24日 | いまふぇす Vol.2                                                           | 光が丘IMA                                                 |               |
| 012月07日 | Singapore Comic Con2024                                                    | マリーナ・ベイ・サンズ（シンガポール）                    |               |

| 公演日   | 公演名                                                                                              | 会場                                                      | 備考                       |
| -------- | --------------------------------------------------------------------------------------------------- | --------------------------------------------------------- | -------------------------- |
| 01月02日 | 謹賀新年！アイドル初夢ライブ                                                                        | ダイバーシティ東京 プラザ フェスティバル広場              |                            |
| 01月12日 | TOKYO GIRLS GIRLS extra!!                                                                           | EBiS303                                                   |                            |
| 01月13日 | アイドルアラモードプチVol.97～ありがとう俺たちのキースタSP～                                        | 新宿ALTA KeyStudio                                        |                            |
| 01月19日 | IDOL Treasure bottle LIVE〜冬の幕張スペシャル〜【DAY2】                                             | イオンモール幕張新都心 グランドモール 1階グランドスクエア |                            |
| 02月23日 | PiXMiX＆マジカル・パンチラインLAST ツーマン「ピクマジフェスティバル」                               | HEAVEN’S ROCK SAITAMA SHINTOSHIN                          |                            |
| 03月01日 | ＠ジャムムFes 2025 Spring                                                                           | 上野水上音楽堂                                            |                            |
| 03月08日 | IDORISE!! FESTIVAL 2025                                                                             | clubasia                                                  |                            |
| 03月09日 | @JAM PARTY vol.106                                                                                  | 横浜MMブロンテ                                            | ホストとして1部2部とも出演 |
| 04月02日 | かすみ草とステラ渡辺萌菜presents「大青春祭 春」                                                     | duo MUSIC EXCHANGE                                        |                            |
| 04月06日 | HYPEIDOL!                                                                                           | 品川インターシティーホール                                |                            |
| 04月12日 | TOKYO GIRLS GIRLS “Day1″                                                                            | 品川ステラボール                                          |                            |
| 04月19日 | かがやきフェス Spring 2025 〜feat.ガラフェス〜                                                      | Eight Hall、REDSUN                                        |                            |
| 04月20日 | かがやきフェス Spring 2025 〜feat.ガラフェス〜                                                      | Eight Hall                                                |                            |
| 04月26日 | ABC IDOL                                                                                            | YOKOHAMA COAST garage+                                    |                            |
| 05月04日 | カシフェス～KASHIWA PICNIC FES 2025～                                                               | セブンパークアリオ柏                                      |                            |
| 05月05日 | 歌舞伎町UP GATE↑↑2025                                                                               | APEXIA                                                    |                            |
| 05月11日 | 俊龍F～死ぬほどあのコールさせてやるよ～                                                             | カルッツかわさき                                          |                            |
| 05月24日 | アイドルアラモードVol.24                                                                            | 横浜 1000 CLUB                                            |                            |
| 05月25日 | @JAM 2025 Day2〜SUPER LIVE〜 2部                                                                    | Zepp DiverCity                                            |                            |
| 06月01日 | Peel the Apple presents Fruits Showcase 特別編                                                      | 恵比寿 The Garden Hall                                    |                            |
| 06月14日 | TIF学園「学園祭 2025」                                                                              | ベルエポック美容専門学校第二校舎                          |                            |
| 06月22日 | GIRLS☆DELIGHT×IDOL Treasure bottle LIVE vol.5                                                       | イオンモール幕張新都心                                    |                            |
| 07月05日 | 超NATSUZOME 2025                                                                                    | 幕張海浜公園Gブロック特設会場                             |                            |
| 07月13日 | MARQUEE祭 mini Vol.263                                                                              | 渋谷 Spotify O-nest                                       |                            |
| 07月13日 | SPARK 2025 渋谷納涼祭 DAY2                                                                          | ベルサール渋谷ガーデン                                    |                            |
| 07月20日 | ミニライブ＆特典会 in 万代シテイ屋台村～せんべろ横丁～2025                                          | 新潟市 万代シテイパーク メインステージ                    |                            |
| 07月21日 | オレンジプロジェクト特別企画 マジカル・パンチライン＆東京CuteCuteツーマンライブ「マジカル＋Cute！」 | 新潟県 国際映像メディア専門学校 NEXT1シアター             |                            |
| 07月26日 | TOKYO GIRLS GIRLS ～5th Anniversary day2～                                                          | 品川インターシティホール                                  |                            |
| 07月27日 | 六本木アイドルフェスティバル2025 DAY2                                                               | 六本木ヒルズアリーナ                                      |                            |
| 08月02日 | TOKYO IDOL FESTIVAL 2025 supported by にしたんクリニック                                            | お台場・青海周辺エリア                                    |                            |
| 08月09日 | KONOSU MUSIC FESTIVAL 2025                                                                          | コスモスアリーナふきあげ／吹上総合運動場                  | オープニングアクト         |
| 08月10日 | 新潟アイドルフェスティバル2025                                                                      | 新潟県 NEXS NIIGATA／万代シテイパーク                     |                            |